# Enaretta varia
Enaretta varia är en skalbaggsart som först beskrevs av Francis Polkinghorne Pascoe 1886.  Enaretta varia ingår i släktet Enaretta och familjen långhorningar.
Artens utbredningsområde är:
- Kenya.
- Moçambique.

Inga underarter finns listade i Catalogue of Life.